# Сараканайск
Саракана́йск —  упразднённый посёлок в Могилевском районе Могилёвской области Белоруссии. Входил в состав Пашковского сельсовета. С 1978 года в составе Могилёва. Находится  на северо-западной окраине города.

## История
Согласно картам 1920-х и 1930-х годов, территория города Могилева граничила с землями латышского колхоза «Сарканайс земниекс» («Красный крестьянин»), на котором латыши проживали довольно компактно. Тем не менее, название «Сарканс арайс» («Красные пахари») и его искаженное произношение «Сарканайск» остались более запоминающимися в памяти местных жителей. Местные жители, помнящие латышей, отмечали, что латыши старшего поколения сохраняли следы национальной культуры в интерьере своих домов и, вероятно, в своем языке.
Входил в состав Пашковского сельсовета Могилевского района. 31 мая 1978 года вошёл в состав Ленинского района Могилёва.

## Застройка
Преобладают коттеджные постройки. Главные улицы: Сараканайская, Дубравенский шлях, Лацышский проезд, переулки Латышский проезд 1-й, Латышский проезд 2-й, Сараканайская, Сараканайская 1-я.